# 양성터미널
양성터미널은 경기도 안성시 양성면 양성로 18번지 (동항리 296-1번지)에 있는 대한민국의 버스터미널이다.
용인시와 안성시, 평택시를 연결하는 길목에 위치하고 있지만 현재 이 곳으로 운행하는 시외버스 노선은 하나도 없어 터미널의 기능을 상실하였다. 하지만 평택 준공영제 광역버스를 도입하면 서울갈수있는 길이 열린다.

## 운행 노선
위치 특성 상 용인시, 평택시, 안성시로 갈 수 있는 시내버스들이 운행하고 있다.
| 노선 번호 | 운행업체 | 운행구간           | 운행구간 | 운행구간           | 경유지 | 배차 간격 (분) | 비고        |
| --------- | -------- | ------------------ | -------- | ------------------ | --- | -------------- | ----------- |
| 1-6       | 백성운수 | 하나로마트         | ↔        | 양성터미널         | 한경대학교, 대덕면사무소, 중앙대입구, 대림동산, 송말1-6 1-9 안성 행/새터1-9 양성 행, 덕봉리                                           | 4회            | 06:20~20:50 |
| 1-9       | 백성운수 | 하나로마트         | ↔        | 양성터미널         | 한경대학교, 대덕면사무소, 중앙대입구, 대림동산, 송말1-6 1-9 안성 행/새터1-9 양성 행, 덕봉리                                           | 2회            | 06:20~20:50 |
| 7         | 백성운수 | 안성터미널         | ↔        | 원곡면사무소       | 봉산로타리, (구)터미널, 한경대학교, 대덕면사무소, 중앙대학교, 대림동산, 공도터미널, 방신리, 양성터미널7-2번 회차, (만세고개, 칠곡리)7 | 4회            | 06:20~21:00 |
| 7-2       | 백성운수 | 안성터미널         | ↔        | 양성터미널         | 봉산로타리, (구)터미널, 한경대학교, 대덕면사무소, 중앙대학교, 대림동산, 공도터미널, 방신리, 양성터미널7-2번 회차, (만세고개, 칠곡리)7 | 5회            | 06:20~21:00 |
| 7-4       | 백성운수 | 하나로마트         | ↔        | 산하리             | 한경대학교, 안성산업단지, 명당리, 양성터미널, 방신리, 공도터미널, 주정동, 칠곡리, 원곡면사무소, 지문리                                | 3회            | 07:40~18:50 |
| 7-5       | 백성운수 | 공도터미널         | ↔        | 양성터미널         | 만정리, 방신리, 삼암리7-7, 양성터미널                                                                                                 | 4회            | 07:30~19:20 |
| 7-7       | 백성운수 | 공도터미널         | ↔        | 양성터미널         | 만정리, 방신리, 삼암리7-7, 양성터미널                                                                                                 | 1회            | 07:30~19:20 |
| 7-6       | 백성운수 | 공도터미널         | ↔        | 원곡산업단지       | 만정리, 방신리, 양성터미널, 만세고개, 성은리, 산하리, 지문리, 원곡면사무소                                                            | 2회            | 07:30~19:20 |
| 8         | 서울고속 | 월곡동             | ↔        | 양성터미널         | 용이동, 평택대학교, 평택시청, 평택여중, 평택터미널, 평택역, 자란로타리, 비전고교, 원곡면사무소, 칠곡저수지                            | 30분           |             |
| 22-1      | 경남여객 | 용인종합버스터미널 | ↔        | 안성종합버스터미널 | 천리, 송전, 양성, 안성산업단지, 한경대학교, 안성시청                                                                                  | 25~35          | 용인시 면허 |
| 50-5      | 백성운수 | 대천공판장         | ↔        | 양성터미널         | 금산로타리, 금석동, 명덕초등학교, 대갈리, 방축리                                                                                      | 5회            | 06:20~18:10 |
| 60        | 백성운수 | 안성터미널         | ↔        | 미리내성지         | 봉산로타리, (구)터미널, 한경대학교, 안성산업단지, 명당리, 양성터미널, 산정리, 장서리, 노곡리, (염티)60-3                              | 5회            | 06:10~20:50 |
| 60-3      | 백성운수 | 안성터미널         | ↔        | 미리내성지         | 봉산로타리, (구)터미널, 한경대학교, 안성산업단지, 명당리, 양성터미널, 산정리, 장서리, 노곡리, (염티)60-3                              | 3회            | 06:10~20:50 |
| 60-4      | 백성운수 | 하나로마트         | ↔        | 양성터미널         | 한경대학교, 안성산업단지, 모산리입구, 명당리                                                                                          | 1회            | 06:20       |